# BandWG
BandWG ist eine österreichische Rockband aus Michelhausen, die im Sommer 2008 mit dem Lied Notfallschirm Bekanntheit erlangte. Die Mitglieder sind Mia Koller (Gesang), Bern Wagner (Gesang, Gitarre) und Markus Weiß (Bass).

## Hintergrund
BandWG gibt es seit August 2005. Seither spielte die Band als Vorgruppe von Silbermond, Juli u. a.
Im Herbst 2010 wurde die bandWG für die Österreichische Vorentscheidung zum Eurovision Song Contest 2011 nominiert, konnte aber mit ihrem Titel 10 Sekunden Glück nicht unter den ersten Dreien landen.
Bern Wagner und Markus Weiß sind derzeit Betreiber des Tonstudios Lords of the Sounds.
Mia Koller tritt seit 2016 als Die Mayerin auf.